# 鄭偉文
鄭偉文（1963年—），1983年加入無綫電視當助理編導，1989年加入亞洲電視當編導，1996年升任監製，他第一部當監製的電視劇是《等着你回來》。
1995年，導演陳木勝邀他合作導演《旺角的天空》，1997年導演《陰陽路》中《抄墓碑》一段初露頭角，其後執導十多部電影，大多是恐怖片及驚慄片。2001年他離開亞視，專心拍攝電影。2004年重返亞洲電視任製作經理，2005年升任助理製作總監，2007年再次離開亞視，活躍於中國內地、台灣、新加坡影視圈。

## 電視劇作品

### 無線電視
- 1985年 新紮師兄續集 - 助理編導
- 1986年 流氓大亨 - 助理編導
- 1986年 黃大仙 - 助理編導
- 1986年 後生可畏 - 助理編導
- 1987年 生命之旅 - 助理編導
- 1988年 嬴單傳奇 - 助理編導
- 2017年 賭城群英會 (合拍劇) - 執行製作
- 2019年 荷里活有個大老千 (合拍劇) - 總導演

### 亞洲電視
- 1989年 皇家儷人 - 編導
- 1989年 皇家檔案III之野狼 - 編導
- 1989年 火燒紅蓮寺 - 編導
- 1990年 樓下伊人 - 編導
- 1990年 中華傲訣 - 編導
- 1992年 勝者為王II天下無敵 - 編導
- 1992年 本是同根 - 編導
- 1992年 李小龍傳 - 編導
- 1993年 賭神秘笈'93 - 編導
- 1993年 槍神 - 編導
- 1994年 戲王之王 - 編導
- 1994年 碧血青天珍珠旗 - 編導
- 1994年 郎心如鐵（又名《失落真心》）- 編導
- 1995年 殭屍道長 - 編導
- 1995年 精武門 - 編導
- 1996年 千王之王重出江湖 - 編導
- 1996年 再見艷陽天 - 編導
- 1997年 等著你回來 - 監製 及 編導
- 1997年 我來自潮州 - 編導
- 1998年 穆桂英 - 編導
- 1999年 英雄之廣東十虎 - 編導
- 1999年 南海十三郎 - 監製（與冼志偉合作監製）
- 1999年 縱橫四海 - 監製（與李兆基合作監製） 及 編導
- 2000年 影城大亨 - 監製（與李兆基合作監製） 及 編導
- 2000年 曲終情未了 - 監製（與梁天合作監製）
- 2000年 與狼共枕 - 監製（與蕭鍵鏗合作監製）
- 2000年 美麗傳說 - 監製（與李兆基合作監製） 及 編導
- 2002年 法內情2002 - 監製 及 編導
- 2004年 我和殭屍有個約會III之永恒國度 - 編導
- 2005年 情陷夜中環 - 監製 及 編導
- 2005年 美麗傳說2星願 - 監製 及 編導
- 2005年 危險人物 - 監製 及 編導
- 2006年 情陷夜中環2 - 監製 及 編導
- 2006年 義無反顧 - 監製（與劉國輝合作監製）及 編導
- 2010年 香港GoGoGo - 編導

### 有線電視
- 2007年 補習天后 - 監製 及 編導

### 台視
- 2008年 幸福的抉擇 - 監製 及 編導

### 中國大陸
- 2004年 赤子乘龍
- 2014年 步步驚情
- 2015年 风云天地
- 2015年 秦時明月
- 2016年 女醫·明妃傳
- 2016年 仙剑云之凡
- 2017年 天泪传奇之凤凰无双
- 2018年 三国机密之潜龙在渊
- 2018年 钟馗捉妖记
- 2019年 招摇
- 2019年 陳情令
- 2021年 玉昭令
- 2022年 請君
- 2023年 樂遊原
- 2024年 烈焰

## 電影作品
- 旺角的天空（1995）
- 陰陽路（1997）
- 旺角大家姐（1997）
- 強姦陷阱（1998）
- 新家法（1999）
- 生人勿近之問米（1999）
- 勾魂惡夢（1999）
- 監獄風雲之少年犯（1999）
- 魔鬼教師（2000）
- 暴力刑警（2000）
- 生人勿近之邪花（2000）
- 生化特警之喪屍任務（2000）
- 枕邊凶靈（2002）
- 非典人生（2003）
- 賭俠之人定勝天（2003）
- 少年刀手（2003）
- 我亞媽發仔瘟（2005）
- 妃子笑（2005）
- 魔鬼天使（2006）
- 天龙八部之乔峰传（2023）

## 獲獎記錄
- 2019年11月，憑藉《陳情令》獲得第26屆華鼎獎「中國百強電視劇最佳導演」[1]。

## 外部連結
- 导演郑伟文的新浪微博 （页面存档备份，存于）
- 鄭偉文在互联网电影资料库（IMDb）上的資料（英文）（英文）
- 在AllMovie上鄭偉文的頁面（英文）
- 鄭偉文在香港影庫上的簡介
- 鄭偉文在豆瓣上的资料（简体中文）
- 鄭偉文在时光网上的簡介（简体中文）